# Protéase NS3-4A
La protéase NS3-4A est une protéine non structurelle du virus de l'hépatite C. Il s'agit d'une sérine protéase constituée des protéines NS3 et NS4A, ayant respectivement un rôle catalytique et de cofacteur. Elle permet de cliver la polyprotéine du VHC et a ainsi un rôle essentiel dans la réplication du virus. C'est la cible d'une classe de médicaments du traitement de l'hépatite C, les inhibiteurs de la protéase du VHC.

## Référence
Chao Lin, « Chapter 6: HCV NS3-4A Serine Protease » (lire en ligne), Seng-Lai Tan, Hepatitis C Viruses: Genomes and Molecular Biology, 2006,  (ISBN 978-1-904933-20-5) (lire en ligne)